# Rzyszczewski Hrabia

Rzyszczewski Hrabia

Rzyszczewski Hrabia – polski herb hrabiowski, odmiana herbu Pobóg, nadany w Austrii.

## Opis herbu
Opis zgodnie z klasycznymi regułami blazonowania:
W polu błękitnym podkowa srebrna z zaćwieczonym krzyżem kawalerskim złotym. Nad tarczą korona hrabiowska, nad którą hełm z klejnotem: pół harta brązowego z obrożą i smyczą. Labry błękitne, podbite srebrem. Pod tarczą dewiza TENDIT AD ARDUA VIRTUS.

## Najwcześniejsze wzmianki
Nadany wraz z tytułem hrabiego (graf von) 9 września 1845 (dyplom z 27 stycznia 1857) Józefowi Rzyszczewskiemu. Podstawą nadania był patent szlachecki z 1775 roku oraz sprawowana funkcja CK szambelana. Wnuk Józefa otrzymał potwierdzenie tytułu hrabiowskiego w Bawarii oraz prawo do nazwiska Rzyszczewski-Stadion 18 sierpnia i 17 października 1913 roku. Linia Rzyszczewskich wywodząca się od brata Józefa - Leona, otrzymała tytuł hrabiowski we Włoszech 9 października 1884 w osobach Michała i Zygmunta Walentego Celestyna.

## Herbowni
Jedna rodzina herbownych (herb własny):
- graf von Rzyszczewski.